# Klasična gimnazija u Zagrebu
Klasična gimnazija najstarija je srednja škola u Republici Hrvatskoj koja kontinuirano djeluje od svoga osnutka. Utemeljili su je isusovci 3. lipnja 1607. godine. Danas je smještena u zgradi koja je sagrađena za nju 1932. godine u ulici Jurja Križanića 4a.

## Povijest

### Osnutak i razdoblje pod upravom Družbe Isusove (1607. – 1773.)
Klasična gimnazija započela je s radom na inicijativu zagrebačkog gradskog poglavarstva uz suglasnost Hrvatskog sabora i uz osobito zalaganje bana Ivana II. Draškovića. Naime, grad Zagreb već je 1602. godine pozvao isusovce da se nastane u Zagrebu i otvore svoju gimnaziju. Veliku ulogu prilikom otvaranja gimnazije imali su isusovci Ivan Žanić i Petar Vragović. Oni su došli u Zagreb krajem listopada 1606. godine, a svečano su otvorili školu nakon osam mjeseci priprema. Ivan Žanić postao je prvi isusovački superior u Zagrebu i time prvi ravnatelj Gimnazije. U prvoj godini upisano je 260 učenika te se kasnije taj broj povećavao. Gimnazija je svečano otvorena na blagdan Duhova 3. lipnja 1607. godine. Na otvorenju je prisustvovao velik broj ljudi među kojima se ističu zagrebački biskup Šimun Bratulić, bosanski biskup Franjo Ergeljski i hrvatski ban Ivan II. Drašković. Na dan otvorenja škole izvedena je prva dramska predstava "Actio comica" na latinskom jeziku, u kojoj su mladi glumci slavili ljepote domovine Hrvatske i ta tradicija dramskog rada zadržana je kontinuirano sve do danas.
Od samog početka rada Gimnazije postojala su dva problema, a to su: smještaj učenika i isusovaca te pronalaženje odgovarajuće zaklade. Pronalaženje zaklade bilo je izuzetno potrebno zato što je to bio jedini način financiranja postojanja i funkcioniranja Gimnazije. Tada su isusovci stanovali u svome kolegiju, koji je bio veoma neprikladan, pa i opasan po zdravlje, građen od drva i pletera. Učenici su se školovali u razrednim prostorijama, koje su bile iznajmljene blizu kolegija. U to vrijeme nije bilo smještaja za siromašne učenike, tj. sjemeništa ni prikladno uređene crkve koja je trebala biti sastavni dio obrazovnog procesa. Tri desetljeća od osnutka pronašla se odgovarajuća zaklada koja je omogućila izgradnju sjemeništa i odgovarajućih prostorija za školovanje i za život isusovaca. Zahvaljujući donacijama hrvatskog plemstva i građanstva obnovljena je i otvorena crkva sv. Katarine 1632. godine. Do kraja 17. stoljeća crkva sv. Katarine i kolegij više su puta teško oštećeni u požarima koji su zahvatili Zagreb.
Sam rad Gimnazije temeljio se na jedinstvenoj nastavnoj osnovi Ratio atque Institutio Studiorum Societatis Jesu (kraće, Ratio studiorum – Studijska osnova), koja je prožeta antičkim, općeljudskim i kršćanskim vrednotama. Ratio studiorum propisivao je brigu nastavnika za opći kršćanski odgoj učenika, koji je uključivao stjecanje kršćanskih kreposti, osobito socijalnih, te ispravljanje pogrešaka. Pri učenju koristila se metoda ponavljanja prema poznatom aksiomu „repetitio est mater studiorum“.  Gimnazija je imala 6 razreda, tj. nastavnih godina. Ratio studiorum zahtijevao je da se u sve razrede gimnazije uvedu natjecanja (concertatio), i to ne samo između pojedinaca, nego i između dviju skupina đaka. Tako su pod vodstvom učitelja u pojedinom razredu učenici bili raspoređeni u dva tabora (castra), Rimljana i Grka ili Kartažana i Rimljana. Pored toga, u svakom je razredu učenik imao svog takmaca (aemulus). Ratio studiorum nije propisivao grupe prirodnih predmeta poput matematike, fizike, geometrije i grupe društvenih predmeta poput povijesti i geografije, nego su elementi tih predmeta bili sadržavani u gradivu u nastavi vjeronauka.
Godine 1632. uz Gimnaziju je podignuta katedra „viših nauka“ (studia superiora) zahvaljujući posebnom zalaganju zagrebačkoga biskupa Franje Ergelskog. Katredra je, uz odabir predavanja kazuistike (dijela moralne teologije), istovremeno značila početak visokoškolske nastave u Zagrebu. Nakon tri desetljeća otvoren je i filozofski studij, tj. prava akademija, a 1669. godine akademija je poveljom hrvatsko-ugarskoga kralja Leopolda I. dobila sveučilišna prava i povlastice. Nakon ukidanja isusovačkog reda 1773. godine Gimnazija prelazi pod državnu upravu.

### Klasična gimnazija na kraju 18. stoljeća i u 19. stoljeću (1773. – 1900.)
Papa Klement XIV. ukinuo je isusovački red 1773. godine te gotovo sve njihove gimnazije u Europi, pa tako i u Hrvatskoj, dolaze pod državnu upravu, pod kojom ostaju sve do danas, unatoč obnovi reda Družbe Isusove. Budući da nije bilo dovoljno profesora među biskupijskim svećenstvom, u Klasičnoj gimnaziji su i dalje u službi bivši isusovci, koji su tada većinom postajali biskupijski svećenici, a manji se broj i sekularizirao. U to se vrijeme Klasična gimnazija nazivala Archigymnasium (kasnije i Nadgimnazija). Godine 1777. objavljen je novi školski zakon Ratio educationis koji je zamijenio dotadašnji Ratio studiorum. Učitelji su tada postali državni činovnici, kojima za njihov rad država daje plaću. Gimnazija je imala 5 razreda (nastavnih godina): tri gramatička i dva humanistička. U gramatičkim razredima učila se aritmetika, lijepo pisanje, vjeronauk i latinski jezik. U višim razredima predavao se prirodopis, povijest Staroga i Novoga zavjeta, povijest Ugarske i zemljopis. Za razliku od isusovačkih gimnazija, tada se od drugog razreda morao učiti njemački jezik. Kao neobvezni predmeti mogli su se učiti grčki jezik i geometrija. Ratio educationis propisivao je uvođenje novih i rukopisom uredno vođenih školskih imenika (Catalogus studiosorum), zajedno s osnovnim biografskim podatcima učenika. Od 1788. godine redovito su tiskani popisi učenika. Imena učenika nisu navedena abecednim redom, već na stari način – od najuspješnijih do najslabijih u učenju. Učenici Gimnazije nastavili su javno nastupati prilikom važnih svečanosti (ustoličenje bana, blagdani i sl.).
Kraj 18. i prvu polovicu 19. stoljeća obilježili su hrvatski narodni preporod i otpor uvođenju mađarskog jezika kao obveznog i nastavnog u školi. Godine 1791. u zagrebačku Arhigimnaziju došao je prvi učitelj mađarskog jezika, koji je tada postao neobvezni jezik u školama. Sljedeći školski zakoni, koji su bili oktroirani, bili su pokušaji nametanja njemačkog i mađarskog jezika kao obveznih predmeta. Godine 1818. Arhigimnaziju posjećuje novi habsburški car i kralj Franjo I. U hrvatskom narodnom preporodu sudjelovali su mnogi bivši učenici Arhigimnazije poput Pavla Štoosa, Ivana Kukuljevića Sakcinskog, Antuna Mihanovića, Matije Smodeka i drugih, ali i gimnazijski profesori poput Vjekoslava Babukića i Antuna Mažuranića. Hrvatski je sabor 1827. godine proglasio mađarski jezik obveznim predmetom, no latinski je jezik i dalje bio nastavni.
Na izborima skupštine Zagrebačke županije u srpnju 1845. godine pobijedila je Hrvatsko-ugarska stranka. Dana 29. srpnja iste godine održavao se na Trgu sv. Marka na Gornjem gradu protumađaronski prosvjed, ali i slavlje pobjede mađarona. Na prosvjedu su se kao promatrači našli zagrebački gimnazijalci i studenti. Prosvjed je izrastao u sukob iliraca s carskom vojskom. Carska vojska otvorila je vatru na prosvjednike, pri čemu je poginulo 13 ljudi, a 27 ih je ranjeno. Među poginulima bio je i gimnazijalac imenom Matija Zubanović, dok su među stradalima bili gimnazijalci Stjepan Pavec i Karlo Travenić. Žrtve tog događaja nazvane su „srpanjskim žrtvama“.
Hrvatski je sabor 1847. godine proglasio hrvatski jezik službenim jezikom u svim državnim službama i gimnazijama. U vrijeme rata s Mađarskom (1848. i 1849. godine) nastava u Gimnaziji ne samo da je bila neredovita, nego se nije ni održavala jer su u zgradi Gimnazije bili smješteni vojnici. Neki su učenici se dobrovoljno prijavili u „narodnu gardu“.
Centralna je vlada u Beču 1849. godine objavila novi školski program pod naslovom „Osnova organizacije gimnazija i realki u cesarevini austrijskoj“, koju je potpisao austrijski ministar za bogoštovlje i nastavu Leo Thun. Program je propisivao stručnu osposobljenost u pojedinim modernim predmetima, što je značilo prelazak gimnazija pod svjetovnu upravu. Gimnazije su se dijelile na više i niže, svaka je imala četiri razreda, a tek se nakon završenoga osmoga razreda mogao polagati ispit zrelosti, koji je tada uveden. Postojala su dva tipa gimnazija – realne i klasične. Razlika je bila u tome što su klasične gimnazije pripremale učenike za pravne i filozofske studije, uključujući medicinu, a realne za trgovačke i više tehničke zavode na fakultetima. U Arhigimnaziji se ispit zrelosti (matura) prvi put polagao krajem školske godine 1850./1851., a položilo ga je 25 učenika. Međutim, taj se broj sve do kraja desetljeća sve više smanjivao, ponajprije zbog financijskih razloga. Istodobno se smanjivao i broj učenika, osobito u višim razredima. Naime, Thunova reforma propisivala je da svaki učenik mora prilikom upisivanja u gimnaziju uplatiti 2 forinte i 10 novčića u ime primarine, te svake školske godine iznova 8 forinti i 40 novčića u ime školarine. Budući da veliki broj učenika nije mogao platiti školarinu ni školske knjige, osnivala su se humanitarna društva koja su pomagala siromašnim učenicima. Za vrijeme Bachova apsolutizma (od 1853. do 1859. godine) njemački je jezik ponovno uveden kao nastavni.
Od 1867. godine učenicima je zabranjeno da sudjeluju u političkim demonstracijama. Zbog političkih poruka zabranjuje se i tiskanje učeničkoga litografiranoga časopisa Ljiljan. Nakon što je sklopljena Hrvatsko-ugarska nagodba uslijedio je velik broj prosvjeda učenika Klasične gimnazije. Profesor David Starčević s grupom se pravaške mladeži suprotstavio demonstracijama protiv bana Raucha te je s đacima dijelio letke protiv bana Jelačića. Međutim, grupa profesora Klasične gimnazije, na čelu s Vatroslavom Jagićem, zahtijevala je od Vlade da Starčević dobije otkaz. Rauchova je Vlada otpustila i Davida Starčevića i Vatroslava Jagića, što je uzrokovalo da još petorica gimnazijskih profesora (Pavao Bratelj, Franjo Marković, Julije Šajatović, Mirko Divković i Stjepan Pavić) podnesu Vladi ostavke i obustave predavanja. S njima je nastavu napustilo još 125 đaka-narodnjaka (strossmayerovaca) uvjetujući napuštanje nastave tako dugo, dok se petorica profesora ne vrate u Gimnaziju. Na kraju, otpušteni su se profesori mogli vratiti u Gimnaziju.
Nakon smirivanja političke situacije povećao se broj učenika. Tako je školske godine 1860./1861. Gimnaziju polazilo 325 učenika, a 1868./1869. njih 495. U Školi su radila 22 predmetna profesora te, osim redovnog katoličkog vjeroučitelja, još dvojica honorarnih vjeroučitelja: jedan za učenike „grčko-iztočnog“ ispovijedanja i jedan za učenike „izraelitske“ vjeroispovijesti. Krajem školske godine 1879./1880. Gimnaziju je polazilo 618 učenika. U to se vrijeme Klasična gimnazija nazivala i „Kraljevska gimnazija zagrebačka“ ili „Kraljevska viša gimnazija“. Potkraj školske godine 1894./1895. Klasična je gimnazija dosegla brojku od 888 učenika u 18 razrednih odjela. S povećanjem broja učenika pojavio se problem prostora zgrade gimnazije, stoga je otvorena još jedna klasična gimnazija, koja se zvala „Kraljevska donjogradska velika gimnazija u Zagrebu“. Bila je to sasvim nezavisna i samostalna ustanova sa svojim ravnateljstvom te je bila smještena na današnjem Trgu F. D. Roosevelta.
Nakon javnih „skandala“ zbog spaljivanja mađarske zastave (16. listopada 1895. ispred spomenika bana Jelačića), u kojem su sudjelovali bivši učenici Klasične gimnazije, postrožena su pravila Gimnazije.

### Klasična gimnazija u prvoj polovici 20. stoljeća (1900. – 1945.)
U jesen 1895. na današnjem Roosveltovu trgu, u zgradi današnjeg Muzeja Mimara, otvoren je gimnazijski kompleks u kojemu je, zbog brojnosti đaka Klasične gimnazije na Katarininu trgu, otvorena još jedna klasična gimnazija. Narednih gotovo 40 godina u Zagrebu će postajati dvije klasične gimnazije, jedna će se nazivati "gornjogradskom", a druga "donjogradskom".
Krajem 1905. godine učenici su Gornjogradske klasične gimnazije osnovali Hrvasko đačko literarno društvo „Osvit“. Na svojim su sastancima čitali svoje književne radove i raspravljali o njima.
Učenici Klasične gimnazije sudjelovali su u tromjesečnim proljetnim đačkim demonstracijama u Zagrebu, gdje su tražili od Vlade da osigura uhićenim učenicima pravo nastavka školovanja pod istim uvjetima kao i prije.
U jesen 1913. "gornjogradska" se premješta s Katarinina trga, gdje je bila punih 300 godina, na Široki brijeg (današnja Šalata). U jednu od još postojećih zgrada bolničkog kompleksa u prizemlju smjestila se Klasična gimnazija (vjerojatno u današnju zgradu uprave Medicinskog fakulteta). To je preseljenje omogućilo i novu perspektivu. Učenici su mogli održavati nastavu gimnastike na prostranom igralištu pred zgradom te im je bilo omogućeno bavljenje raznim sportskim igrama.
U ljeto 1914. i "Donjogradska" i "Gornjogradska" gimnazija bile su premještene iz navedenih zgrada u svoje stare prostorije na Katarininu trgu, no zbog poteškoća nastava je započela tek u studenome. U siječnju 1915. stigla je naredba da se školska godina mora skratiti s 10 na 8 mjeseci trajanja, a svega mjesec dana kasnije Gimnazija dobiva i planove mobilizacije, u koju su bili uključeni učenici rođeni 1894. i 1895.,  a početkom 1917. regrutirani su učenici rođeni 1899. godine.
Profesor Donjogradske gimnazije Franjo Bučar osnovao je "Hrvatsko skautsko udruženje", a profesor učiteljske škole Ivan Trstenjak od učenika viših razreda Gimnazije – "Hrvatsku dobrovoljačku četu".
U proljeće 1915. zgrada na Katarininu trgu predana je društvu "Crvenog križa" pa je nastava prekinuta 31. svibnja. Obje su gimnazije nakratko preseljene u "nedograđeno" Zemaljsko sirotište na Josipovcu 24. Tamo se nastava održavala do kraja studenog, kada su se škole vratile na Katarinin trg.
Obje gimnazije ostaju na Katarininu trgu do travnja 1918. godine. Tada su vlasti iselile zgradu gimnazijskog kompleksa Roosveltov trg – ulica Kršnjavoga – Klaićeva pa su se obje gimnazije preselile na tu lokaciju. Donjogradska se vratila u svoje stare prostore, a Gornjogradska u prostorije današnje Osnovne škole Izidora Kršnjavog. U jesen 1919. dva se razreda Klasične gimnazije moraju premjestiti u zgradu učiteljske škole u Mandulićevoj ulici, a potom se koristila čak i školska soba u Perkovčevoj ulici.
Godine 1923. dolazi do većih promjena školskog sustava – propisano je održavanje "nižeg tečajnog ispita", poznatijega kao "mala matura". Od jeseni 1925. odlukom ministra prosvjete mijenja se sustav ocjenjivanja iz sustava 6 (sasvim nedovoljan) – 1 (izvrstan) u sustav 1 (rđav) – 5 (odličan), no, kada je osnovana Nezavisna Država Hrvatska, uglavnom je vraćen sustav iz 1925. godine, s jednom izmjenom – umjesto dvije nedovoljne ocjene (5 i 6), ostala je samo jedna (5).
U rujnu 1921. godine Kraljevska gornjogradska velika gimnazija preimenovana je u "Kraljevsku Prvu veliku gimnaziju u Zagrebu", a Donjogradska gimnazija dobila je ime "Kraljevska Druga velika gimnazija u Zagrebu", no već 1925. mijenjaju imena u "Prva državna gimnazija u Zagrebu" i "Druga državna gimnazija u Zagrebu", zatim opet 1929. u "Prva državna klasična gimnazija u Zagrebu" i "Druga državna klasična gimnazija u Zagrebu". Naposljetku, 1934., nakon atentata na kralja Aleksandra u Marseilleu, Prva se klasična gimnazija naziva "Prva državna klasična gimnazija Viteškog Kralja Aleksandra I. Ujedinitelja u Zagrebu". Već za Banovine Hrvatske, 1939., gimnazija gubi dio imena – "Viteškog Kralja Aleksandra I. Ujedinitelja" te 1945. gubi "državna" i ostaje samo "Klasična gimnazija u Zagrebu".
U jesen 1932. godine Prva klasična gimnazija preselila se u novu zgradu u Križanićevoj ulici. Nova zgrada, sudeći prema spisima, bila je odlično opremljena. Projektirao ju je Egon Steinmann. Godine 1932. u dvorištu je škole otvoreno "đačko klizalište na kojem se mladež u velikom broju besplatno klizala i zabavljala tim zdravim i lijepim sportom kad god je vrijeme dopuštalo".
Klasična je gimnazija bila uključena u tadašnja politička zbivanja, kojima su dominirala klasna pitanja i društvene suprotnosti. Budući da je tada ravnatelj Prve klasične gimnazije dobio nalog (od Vlade) da uguši sve komunističke akcije, mnogi su učenici bili uhićeni. Unatoč tome, Prva je klasična gimnazija bila opisana kao škola koja je “već 1940. bila poznata po vrlo naprednoj omladini, koju podržava nekoliko vrlo uvaženih profesora”.
Razdoblje Drugog svjetskog rata vjerojatno je bilo najteže razdoblje u povijesti Gimnazije. Mnogi su profesori morali otići zbog masovne mobilizacije. Učenici i profesori židovskog porijekla ili pravoslavne vjere bili su prisiljeni na odlazak, a nastava se održavala neredovito. Prostora nije bilo dosta, nije bilo goriva za loženje i neki se predmeti uopće nisu mogli predavati. Učenici su bili prisiljeni učiti njemački i talijanski kao “jedine žive strane jezike”, a nakon kapitulacije Italije isključivo njemački jezik.
Krajem ljeta 1942. istočno krilo gimnazije služilo je kao sabirni logor za Židove. U Križanićevu je ulicu tada dovedeno oko 1200 Židova, od kojih je 800 ubrzo odvedeno na Glavni kolodvor, a odatle u neki od logora smrti. Deportacije su se odvijale po danu, naočigled građana Zagreba. Kroz 1943. i 1944. gimnazije su iseljene, a svjedodžbe su se većinom morale dijeliti na cesti. Nastava se održavala dvaput tjedno, a često i rjeđe. U veljači 1944. dvije su bombe pogodile Gimnaziju – jedna je pogodila istočno krilo, a druga dvorište. Na sreću, ljudskih žrtava nije bilo. Zbog straha od bombardiranja i to malo nastave što se moglo održavati često je bilo obustavljeno. 
Mnoge “omladinske napredne grupe bile su raspršene, napredni omladinci i profesori nestali su ili su bili likvidirani.” Mnogi su učenici tijekom rata odlazili u partizane i masovno stradavali. Savez komunističke omladine Jugoslavije (SKOJ) nastavio je djelovati u školi do samog kraja rata. Trojica skojevaca iz Klasične gimnazije (Franko Padovan, Josip Radišić i Edo Iveković) poginula su ujutro 8. svibnja 1945. u borbama s ustašama oko radio-stanice u Vlaškoj ulici.

### Klasična gimnazija u socijalističko doba (1945. – 1991.)
Po oslobođenju školske su zgrade bile u užasnom stanju, a renovacije su tekle sporo. Gimnazija se uselila u Kušlanovu, u zgrade III. muške realne gimnazije. Tada se “svaki trag fašističkog učenja” masovno uklanjao iz kurikuluma, a mnogi ispiti zrelosti i svjedodžbe izdane u vrijeme NDH naglo su poništeni. Njemački se iz škole uklonio, a umjesto njega učio se ruski, engleski, i francuski. Obilježavao se Lenjinov dan, dan Crvene armije, Dan pobjede, oslobođenje Zagreba, učenicima je pričano o životu i radu Josifa Visarionoviča Staljina, išli su u prvomajske povorke, slavili Oktobarsku revoluciju...
Seljenje škole amo-tamo po raznim kompleksima u Zagrebu nastavilo se i dalje, iako sporijim tempom. Škola se oko 1947./1948. polako vratila u prijeratno stanje, dvorište i zgrada su uređeni, arhivi su obnovljeni i oštećenja su popravljena. Početkom školske godine 1948./1949. Prva su i Druga klasična gimnazija spojene. Prvi ravnatelj jedinstvene Klasične gimnazije bio je Ivan Večerina.
U poslijeratnom je obračunavanju s “narodnim neprijateljima” jedna od namjera tadašnjeg režima bila da se gimnazijalke i gimnazijalci za koje se smatralo da su nepoćudni izbace iz škola. To su najčešće bili učenici koji su imali odnose s ustašama ili buržoazijom. Učenike klasičnih gimnazija više su puta napadali učenici Partizanske gimnazije, koji su ih zvali “nenarodnim elementima”. Često su učenici Partizanske gimnazije prebijali klasičare zbog njihovih stavova. Zagovaralo se “odstranjivanje fašističkih elemenata”, a mnogi učenici klasičnih gimnazija bili su viđeni kao „nepoćudni“, odnosno kao “fašistički elementi” zbog svojeg otpora i istupa. Mnogi su učenici zbog grijehova, koji su i njima samima bili potpuno nepoznati, izbacivani iz škole.
Nastava se klasičnih jezika sve više ograničavala. Broj klasičnih gimnazija sveo se na dvije, a latinski i grčki pretvoreni su u puki ukras umjesto konstruktivnog dijela programa. Ideološki se pritisak vršio pri stvaranju plana i programa, Klasičnoj se gimnaziji oduzimao klasično-humanistički karakter. Zbog izmjene pravopisa nije bilo dovoljno udžbenika za učenje latinskog i grčkog, a plan je bio osiromašen i nije bilo dovoljno sati predviđenih za te jezike. Sada spojena, Klasična gimnazija je imala manjak kadra i još se organizirala. Kritike su dolazile s mnogih strana – tvrdilo se čak i da je Klasična “klasna škola, suprotna duhu vremena” jer su smatrali da je sam koncept klasične gimnazije “elitistički”. Drugi su pak tvrdili da je učenje mrtvih jezika i bavljenje klasičnom baštinom suvišno i nepotrebno. Ravnatelji Gimnazije borili su se protiv ovakvih neutemeljenih kritika i u školi sustavno postrožavali kriterij i vodili borbu protiv neznanja i kampanjskog učenja. Usprkos turbulentnom vremenu Klasična je ostala prestižna građanska škola. Nedugo nakon svega ovoga, 1956. godine, Gimnazija je opet preseljena na Katarinin trg.
S promjenom osnovnog školovanja upisi su u prvi razred Klasične gimnazije momentalno prestali 1955. godine – paralelno su osnovana klasična odjeljenja u osnovnim školama u kojima bi se učili grčki i latinski, kako bi osnovnoškolci dolazili u Klasičnu gimnaziju s dovoljno znanja. Klasična je gimnazija i dalje zadržala krajnje oštar kriterij ocjenjivanja i razredi su bili fokusirani primarno na dobre đake i omogućavali da oni dođu do izražaja – slabijim su se učenicima manje zamarali. Nastavničko je vijeće bilo pohvaljivano za revolucionarnost i objektivnost, a učenici koji su se upisivali uglavnom su imali slabe uspjehe zbog visokih kriterija. Učenici koji nisu bili dovoljno dobri te su imali negativne ocjene bili su udaljavani iz škole, a ponavljače iz drugih gimnazija Klasična nije primala. Kasnije se fokus sve više prebacivao na slabije učenike kako bi im se dala šansa da što prije isprave ocjene.
U listopadu 1957. svećano je obilježena 350. obljetnica osnutka Gimnazije. Klasičnoj je dodijeljen Orden zasluga za narod. Postavljene su brojne izložbe, održani koncerti, književne večeri itd.
Najzaslužniji za kontinuirano visok ugled Klasične gimnazije bili su u to doba profesori Zvonimir Zmajlović i Dionizije Sabadoš. Svaki susret učenika s popularno prozvanim “Zmajem” bio je pun strahopoštovanja – učenici kažu da je ono što ga je činilo posebnim bila “njegova olimpska strogost i pravednost, kao i njegova erudicija, golem autoritet i plemenit duh”. Sabadoša je pak krasila vedrina i dobro raspoloženje – dvojica su se nadopunjavala kao Kastor i Poluks. Obojica su ostavila velik utisak na učenike kojima su predavali i ostali su upamćeni kao iznimni profesori koji su neštedimice svojim razredima predavali znanje.
Prvi elementi samouprave počeli su se ostvarivati već 1954./1955. godine, međutim te organizacije nisu imale neku posebnu svrhu ili formu. Školski odbor, odnosno razredne zajednice, tek su od 1957. počele s ozbiljnijim radom. Formira se Debatni klub, marksistička grupa i održavaju se tribine učenika. Potiče se razvoj različitih slobodnih aktivnosti, poput grupe “Prijatelji antike”, dramske grupe (koja i sada svake godine priprema djela grčkih komediografa i tragičara), sportskog društva, literarne i likovne grupe te mnogih drugih. Razvija se i suradnja s VIII. beogradskom gimnazijom, Klasičnom gimnazijom u Splitu i kratko sa Sarajevskom gimnazijom. Unatoč financijskim problemima kolektiv Klasične gimnazije istaknuo se solidarnošću – organizirana je pomoć za stradale u potresima u Banjoj Luci i Dalmatinskoj zagori, kao i za škole u Skoplju. Program se kasnije sve više poboljšavao. Engleski je sve više mijenjao francuski kao dominantni jezik koji se učio. Tehnički je odgoj ukinut, strojopis je uveden, a nastava subotom znatno je skraćena, a čak i ukinuta u poslijepodnevnom turnusu. Godine 1967. Klasična se gimnazija vraća u Križanićevu, no čak je i tamo nedostatak prostora bio kritičan, no to je riješeno preseljenjem osnovne škole u Križanićevoj u Laginjinu ulicu.
Početkom sedamdesetih počele su pripreme za reformu obrazovanja. Osnovna je ideja bila ukidanje svojevrsnog “elitizma” koji se stjecao gimnazijskim obrazovanjem u odnosu na strukovne škole. Klasična se jedva obranila od ukidanja učenja klasičnih jezika u prva dva razreda i izborila kompromis. Unatoč tome, bila je svrstana u jedan od centara, odnosno u “red ustanova iz kojih se najviše nastavlja školovanje na Filozofskom fakultetu i Pedagoškoj akademiji.” Satnica je bila sužena na štetu latinskog i grčkog, no ponovo je izboren kompromis. Reforma je propala jer je pojačavala elitizam koji je ciljala iskorijeniti. Slijedom svega toga, Klasična je inkorporirana u Pedagoški obrazovni centar, zajedno s V. gimnazijom, X. gimnazijom i Školom za odgajatelje. Pokrenuta je inicijativa da se ujedini s Jezičnom gimnazijom s kojom je dijelila zgradu, čime je nastao Obrazovni centar za jezike, u koji je ušla i XVI. gimnazija. Time je Klasična de iure, iako ne i de facto, prestala postojati nakon 370 godina.

### Klasična gimnazija u samostalnoj Hrvatskoj (1991. – 2017.)
Klasična se opet oformila kao samostalna institucija. Donesen je novi nastavni plan i program i napuštena su rješenja Šuvarove reforme. Dana 2. svibnja 1995. škola je pogođena u agresorskom raketnom napadu tijekom održavanja nastave. Baš kao i u svakoj situaciji prije, klasičari su se istaknuli solidarnošću i organizirali brojne humanitarne akcije da pomognu stradalima u Domovinskom ratu. Temelj za aktivizam postalo je novo načelo “mijenjajmo sami svoju školu, budimo djelotvorniji, ne čekajmo da nas promjene zateknu”. Klasična gimnazija je sama 2000. godine predložila Ministarstvu prosvjete i sporta novi program za klasične gimnazije. Osnovan je djevojački zbor “Lalagai”, dramska grupa “Buđenje”, počeo se izdavati godišnjak na kraju svake školske godine. Klasična je po drugi put dobila Nagradu grada Zagreba 1997. godine (prije ju je već dobila 1966.), a 2000. godine osnovana je i Zaklada Klasične gimnazije, kojoj je svrha promicanje programa i projekata Klasične gimnazije i pomoć kako učenicima, tako i profesorima, ali njeno se djelovanje nije osjetilo do 2006. godine. Danas djeluje više od 30 grupa slobodnih aktivnosti, a međunarodna suradnja osobito je intenzivna. Osnovana je i Privatna klasična gimnazija, a Nadbiskupska klasična gimnazija, osnovana 1920. godine, došla je pod ingerenciju Zagrebačke nadbiskupije. Klasična gimnazija rangirana je među prvima po sveukupnoj kvaliteti školovanja – i dan danas koncept Klasične gimnazije daje izvrsne rezultate. Na prigovore o tome da Klasična gimnazija promiče elitizam, može se odgovoriti da jest tako, ali ne u smislu negiranja ravnopravnosti. Naime, ne radi se ni o kakvoj drugoj eliti, osim one misaone.
Na kraju, usprkos svim nedaćama i problemima, Klasična gimnazija stoji kao vrijedan dokaz i uspomena na prošle događaje, ona živi i stvara u sadašnjosti te se bori za budućnost i buduće naraštaje.

## Program
| Nastavni predmet               | Klasična gimnazija | Klasična gimnazija | Klasična gimnazija | Klasična gimnazija |
| Nastavni predmet               | I.                 | II.                | III.               | IV.                |
| ------------------------------ | ------------------ | ------------------ | ------------------ | ------------------ |
| Hrvatski jezik                 | 4                  | 4                  | 4                  | 4                  |
| Latinski jezik                 | 3                  | 3                  | 3                  | 3                  |
| Grčki jezik                    | 3                  | 3                  | 3                  | 3                  |
| 1. strani jezik                | 3                  | 3                  | 3                  | 3                  |
| Glazbena umjetnost             | 1                  | 1                  | 1                  | 1                  |
| Likovna umjetnost              | 1                  | 1                  | 1                  | 1                  |
| Psihologija                    | –                  | –                  | 1                  | –                  |
| Logika                         | –                  | –                  | 1                  | –                  |
| Filozofija                     | –                  | –                  | –                  | 2                  |
| Sociologija                    | –                  | –                  | 2                  | –                  |
| Povijest                       | 2                  | 2                  | 2                  | 2                  |
| Zemljopis                      | 2                  | 2                  | 1                  | 2                  |
| Matematika                     | 4                  | 4                  | 3                  | 3                  |
| Fizika                         | 2                  | 2                  | 2                  | 2                  |
| Kemija                         | 2                  | 2                  | 2                  | 2                  |
| Biologija                      | 2                  | 2                  | 2                  | 2                  |
| Informatika                    | –                  | 2                  | –                  | –                  |
| Politika i gospodarstvo        | –                  | –                  | –                  | 1                  |
| Tjelesna i zdravstvena kultura | 2                  | 2                  | 2                  | 2                  |
| Vjeronauk ili etika (izborno)  | 1                  | 1                  | 1                  | 1                  |
| 2. strani jezik (fakultativno) | 2                  | 2                  | 2                  | 2                  |
| Ukupno                         | 32                 | 34                 | 34                 | 34                 |

Za razliku od ostalih gimnazija, u Klasičnoj se gimnaziji latinski, kao i starogrčki, uči sve četiri godine.
Osim redovitih predmeta, moguće je upisati i brojne fakultativne predmete kao npr. strane jezike (njemački, francuski, talijanski, ruski, novogrčki, španjolski, portugalski, nizozemski...), retoriku, filmologiju itd.
Učenici se mogu uključiti i u velik broj slobodnih aktivnosti (npr. dramska grupa, novinarska grupa, športske aktivnosti i dr.).

## Poznati učenici
- Antun Mihanović (matura 1809.) – književnik i pravnik, pisac stihova hrvatske himne[4]
- Miroslav Krleža (matura 1909.) – hrvatski književnik i enciklopedist[4]
- Antun Gustav Matoš – hrvatski pjesnik, novelist i putopisac[4]
- August Šenoa (matura 1857.) – hrvatski romanopisac i pjesnik[4]
- Vatroslav Lisinski (matura 1837. pod imenom Ignacije Fuchs) – hrvatski skladatelj[4]
- Ante Starčević (matura 1843.) –  hrvatski političar, publicist i književnik[4]
- Antun Radić (matura 1888.) – hrvatski političar, književnik i etnograf[4]
- Stjepan Radić – hrvatski političar, književnik i publicist[4]
- Janko Drašković – hrvatski političar i "najstariji hrvatski preporoditelj"[4]
- Ivan Kukuljević Sakcinski (matura 1831.) –  hrvatski političar, književnik i povjesničar[4]
- Ljudevit Farkaš-Vukotinović – hrvatski književnik i političar[4]
- Ferdo Šišić (matura 1888.) – hrvatski povjesničar[4]
- Milan Šufflay (matura 1897.) – hrvatski povjesničar i političar[4]
- Vatroslav Jagić (matura 1856.) – hrvatski jezikoslovac[4]
- Ferdo Livadić (matura 1814. pod imenom Franjo Viesner) – hrvatski skladatelj i začetnik narodnog stila u hrvatskoj glazbi[4]
- Blaženi Alojzije Stepinac (matura 1916.) – zagrebački nadbiskup i kardinal[4]
- Vjekoslav Klaić (matura 1865.) – hrvatski povjesničar, pisac i rektor zagrebačkog Sveučilišta[4]
- Ante Kovačić (matura 1876.) – hrvatski romanopisac, novelist i pjesnik[4]
- Dimitrija Demeter (matura 1827.) – hrvatski pjesnik i dramatičar[4]
- Tadija Smičiklas (matura 1863.) – hrvatski povjesničar i političar[4]
- Ivan III. Drašković – hrvatski ban i vojskovođa[5]
- Ivo Pilar (matura 1893.) – hrvatski pravnik, povjesničar, političar i publicist[4]
- Dragutin Domjanić (matura 1893.) – hrvatski pjesnik i pravnik[4]
- Milan Amruš (matura 1866.) – hrvatski političar, liječnik i gradonačelnik grada Zagreba[4]
- Branko Gavella (matura 1903.) – hrvatski redatelj, teatrolog i kazališni pedagog[4]
- Ćiro Truhelka (matura 1882.) – hrvatski arheolog i povjesničar[4]
- Tomislav Maretić (matura 1875.) – hrvatski jezikoslovac i leksikograf[4]
- Pavao Rauch (matura 1882.) – hrvatski političar unionist, hrvatski ban (1908. – 1910.)[4]
- Velimir Deželić stariji (matura 1882.) – hrvatski književnik, leksikograf i bibliotekar[4]
- Velimir Deželić mlađi (matura 1907.) – hrvatski književnik, političar, etnograf i kazališni pisac[4]
- Franjo Marković (matura 1862.) – hrvatski filozof i književnik[4]
- Vladimir Mažuranić (matura 1862.) – hrvatski leksikograf, pisac i pravnik[4]
- Đuro Arnold (matura 1873.) – hrvatski filozof, pedagog i pjesnik[4]
- Milan Šenoa (matura 1887.) – hrvatski zemljopisac, književnik i putopisac[4]
- Đuro Basariček (matura 1902.) – hrvatski političar, pravnik i publicist[4]
- Ivo Goldstein (matura 1976.) – hrvatski povjesničar[4]
- Matija Mesić (matura 1842.) – hrvatski povjesničar i prvi rektor modernoga zagrebačkoga Sveučilišta[4]
- Janko Kamauf (matura 1816.) – prvi gradonačelnik grada Zagreba[4]
- Pavao Ritter Vitezović – hrvatski književnik, povjesničar, jezikoslovac i nakladnik[4]
- Vladko Maček (matura 1897.) – hrvatski pravnik i političar[4]
- Adolf Mošinsky (matura 1864.) – hrvatski političar i gradonačelnik grada Zagreba[4]
- Pavao Hatz (matura 1836.) – gradonačelnik grada Zagreba[4]
- Ivan Broz (matura 1872.) – hrvatski jezikoslovac i književni povjesničar[4]
- Juraj Habdelić – hrvatski književnik, jezikoslovac i isusovac[4]
- Ivan Pernar (matura 1909.) – hrvatski odvjetnik i političar[4]
- Antun Bauer (matura 1875.) – hrvatski teološki i filozofski pisac, zagrebački nadbiskup[4]
- Miroslav Čačković (matura 1883.) – hrvatski kirurg, profesor, pisac i rendgenolog[4]
- Juraj Posilović (matura 1854.) – zagrebački nadbiskup[4]
- Juraj Andrassy (matura 1914.) – hrvatski pravnik i akademik[4]
- Ivo Vojnović (matura 1875.) – hrvatski književnik[4]
- Josip Eugen Tomić (matura 1863.) – hrvatski književnik[4]
- Stjepan Gjurašin (matura 1886.) – hrvatski botaničar[4]
- Josip Lang (matura 1876.) – zagrebački biskup[4]
- Antun Branko Šimić – hrvatski pjesnik, esejist i prevoditelj[4]
- Franjo Bučar (matura 1886.) – hrvatski književnik, književni povjesničar i sportski djelatnik[4]
- Janko Polić Kamov – hrvatski pjesnik, pripovjedač i dramatičar[4]
- Vladimir Vidrić (matura 1892.) – hrvatski književnik[4]
- Iskra Iveljić (matura 1978.) – hrvatska povjesničarka[4]
- Tošo Dabac (matura 1925.) – hrvatski fotograf[4]
- Krešimir Dolenčić (matura 1981.) – hrvatski kazališni redatelj[4]
- Matija Mrazović (matura 1842.) – hrvatski odvjetnik, političar i gradonačelnik grada Zagreba[4]
- Dragutin Mašek (matura 1884.) – hrvatski otorinolaringolog[4]
- Nikola Badovinac (matura 1846.) – hrvatski političar i financijski stručnjak[4]
- Fran Folnegović (matura 1866.) – hrvatski političar i publicist[4]
- Josip Pasarić (matura 1880.) – hrvatski planinar, novinar i književnik[4]
- Franjo Iveković (matura 1855.) – hrvatski jezikoslovac i vjerski pisac[4]
- Pavao Vuk-Pavlović (matura 1912.) – hrvatski filozof i pjesnik[4]
- Josip Galjuf – zagrebački biskup[4]
- Hugo Badalić (matura 1871.) – hrvatski književnik[4]
- Miroslav Kulmer (mlađi) (matura 1878.) – hrvatski gospodarstvenik, pravnik i političar[4]
- Ignac Kristijanović (matura 1812.) – hrvatski književnik, svećenik, biskup i prevoditelj[4]
- Petar Petretić – hrvatski kanonik, biskup, povjesničar i jezikoslovac[4]
- Albert Bazala (matura 1895.) – hrvatski filozof[4]
- Đuro Pilar (matura 1866.) – hrvatski geolog, sveučilišni profesor i prvi profesor astronomije na zagrebačkom sveučilištu[4]
- Vlado Gotovac (matura 1951.) – hrvatski pjesnik, esejist i političar[4]
- Anja Šovagović-Despot (matura 1981.) – hrvatska glumica[4]
- Milan Prelog (matura 1896.) – hrvatski povjesničar i prevoditelj[4]
- Tomo Blažek (matura 1825.) – hrvatski pjesnik[4]
- Alberto Ognjan Štriga – hrvatski operni pjevač i vinar[4]
- Ivan Trnski (matura 1837.)  – hrvatski književnik, prevoditelj i zagonetač[4]
- Vinko Žganec (matura 1910.) – hrvatski etnomuzikolog, melograf i akademik[4]
- Ivan Švear (matura 1792.) – hrvatski povjesničar, svećenik i autor prve hrvatske povijesti na hrvatskom jeziku[4]
- Milivoj Šrepel (matura 1880.) – hrvatski klasični filolog, kroatist i književni kritičar[4]
- Vladimir Jurčić (matura 1930.) – hrvatski pjesnik, esejist i feljtonist[4]
- Josip Torbar (matura 1940.) – hrvatski pravnik i političar[4]
- Matija Smodek (matura 1828.) – hrvatski pravnik i knjižničar JAZU[4]
- Nikola Tomašić (matura 1881.) – hrvatski ekonomist i ban[4]
- August Košutić (matura 1913.) – hrvatski političar[4]
- Juraj Krnjević (matura 1914.) – hrvatski političar i pravnik[4]
- Josip Pazman (matura 1883.) – hrvatski svećenik, teolog, kanonist, filozof i političar[4]
- Ivo Krbek (matura 1909.) – hrvatski političar, pravnik i gradonačelnik grada Zagreba[4]
- Franjo Šeper (matura 1924.) – hrvatski nadbiskup i kardinal[4]
- Ivan Derkos (matura 1828.) – hrvatski pravnik i književnik[4]
- Jaroslav Šidak (matura 1922.) – hrvatski povjesničar[4]
- Stanko Andrijević (matura 1858.) – hrvatski odvjetnik i gradonačelnik grada Zagreba[4]
- Pavao Štoos (matura 1828.) – hrvatski svećenik i pjesnik[4]
- Gjuro Szabo (matura 1892.) – hrvatski konzervator, muzeolog i povjesničar[4]
- Milan Stahuljak (matura 1896.) – hrvatski skladatelj i dirigent[4]
- Franjo Horvat Kiš (matura 1896.) – hrvatski prozni pisac[4]
- Ljubo Babić (matura 1908.) – hrvatski slikar i povjesničar umjetnosti[4]
- Metel Ožegović (matura 1827.) – hrvatski političar i preporoditelj[4]
- Ante Pandaković (matura 1909.) – hrvatski sportaš i nogometni trener[4]
- Stjepan Škreblin (matura 1908.) – hrvatski matematičar[4]
- Rikard Kraus (matura 1904.) – hrvatski prirodoslovac[4]
- Baltazar Adam Krčelić – hrvatski povjesničar, književni povjesničar, teolog i pravnik[4]
- Milan Marjanović (matura 1897.) – hrvatski književnik i političar[4]
- Antun Vakanović (matura 1822.) – hrvatski ban, pravnik i političar[4]
- Ivan Perkovac (matura 1843.) – hrvatski publicist[4]
- Antun Kržan (matura 1854.) – hrvatski filozof i teolog[4]
- Mirko Divković (matura 1863.) – hrvatski gramatičar, prevoditelj i leksikograf[4]
- Antun Heinz (matura 1879.) – hrvatski botaničar[4]
- Marijan Matković (matura 1935.) – hrvatski književnik[4]
- Mladen Deželić (matura 1919.) – hrvatski kemičar[4]
- Ivan Krstitelj Birling (matura 1792.) – hrvatski (kajkavski) prevoditelj i pisac[4]
- Josip Kušević (matura 1790.) – posljednji protonotar Kraljevine Hrvatske, Dalmacije i Slavonije[4]
- Stjepan Vrabčević (matura 1826.) – hrvatski odvjetnik i gradonačelnik grada Zagreba[4]
- Aleksandar Bresztyenszky (matura 1862.) – hrvatski pravni pisac, političar i sveučilišni profesor[4]
- Mile Starčević (matura 1883.) – hrvatski političar[4]
- Teodor Wickerhauser (matura 1877.) – hrvatski liječnik, kirurg i ginekolog[4]
- Matija Jandrić (matura 1796.) – hrvatski pisac[4]
- Ivan Krajač (matura 1896.) – hrvatski odvjetnik, političar i planinar[4]
- Fran Galović (matura 1906.) – hrvatski književnik[4]
- Ivan Šubašić (matura 1913.) – hrvatski političar, odvjetnik i ban Banovine Hrvatske[4]
- Stjepan Ožegović (matura 1786.) – hrvatski političar, protonotar Kraljevine Hrvatske, Slavonije i Dalmacije[4]
- Blaž Lorković (matura 1863.) – hrvatski ekonomist, pravnik i utemeljitelj hrvatske političke ekonomije[4]
- Đuro Šurmin (matura 1887.) – hrvatski povjesničar, književni kritičar i političar[4]
- Milan Makanec (matura 1861.) – hrvatski političar i odvjetnik[4]
- Ljudevit Jurak (matura 1902.) – hrvatski patolog i sudski medicinar[4]
- Ivan Rupert Gusić (matura 1794.) – hrvatski (kajkavski) pisac, prevoditelj i svećenik[4]
- Nikola Zdenčaj (matura 1789.) – hrvatski političar[4]
- Franjo Dugan stariji (matura 1892.) – hrvatski skladatelj, orguljaš i glazbeni pisac[4]
- Branimir Šenoa (matura 1897.) – hrvatski slikar, grafičar i povjesničar umjetnosti[4]
- Franjo Fancev (matura 1902.) – hrvatski knjižničar, filolog i povjesničar književnosti[4]
- Ivo Frank (matura 1895.) – hrvatski pravnik i političar[4]
- Levin Chavrak (matura 1872.) – hrvatski političar[4]
- Cvjetko Rubetić (matura 1863.) – hrvatski teološki i povijesni pisac[4]
- Armin Šrabec (matura 1862.) – hrvatski klasični filolog, violončelist i skladatelj[4]
- Zvonimir Doroghy (matura 1902.) – hrvatski klasični filolog i prevoditelj[4]
- Franjo Buntak (matura 1929.) – hrvatski povjesničar umjetnosti[4]
- August Musić (matura 1876.) – hrvatski klasični filolog (grecist) i jezikoslovac vukovac, prevoditelj Herodotove Povijesti[4]
- Ivo Horvat (botaničar) (matura 1916.) – hrvatski botaničar[4]
- Josip Reberski (matura 1900.) – hrvatski odvjetnik i političar[4]
- Tomo Jančiković (matura 1917.) – hrvatski odvjetnik, političar i publicist[4]
- Stjepan Košutić (matura 1911.) – hrvatski političar pravnik[4]
- Skender Fabković (matura 1843.) – hrvatski učitelj, pedagog i pisac[4]
- Ivan Zahar (matura 1866.) – hrvatski književnik[4]
- Šimun Čučić (matura 1801.) – hrvatski filozof[4]
- Izidor Poljak (matura 1903.) – hrvatski pjesnik i svećenik Vrhbosanske nadbiskupije[4]
- Stanko Hondl (matura 1891.) – hrvatski fizičar[4]
- Branimir Sakač (matura 1937.) – hrvatski skladatelj[4]
- Milovan Zoričić (matura 1902.) – hrvatski pravnik, nogometni sudac i prvi predsjednik Hrvatskog nogometnog saveza[4]
- Nevenka Košutić Brozović (matura 1947.) – hrvatska povjesničarka književnosti[4]
- Ivan Zakmardi – hrvatski humanist, protonotar Kraljevstva, zamjenik bana i kralja u sudbenim poslovima[4]
- Franjo Durst (matura 1893.) – hrvatski liječnik, osnivač ginekologije u Hrvatskoj[4]
- Milan Rojc (matura 1873.) – hrvatski političar i pravnik[4]
- Milivoj Matošec (matura 1948.) – hrvatski dječji književnik, novinar i urednik[4]
- Branimir Gušić (matura 1920.) – hrvatski otorinolaringolog, antropogeograf i etnolog[4]
- Aleksandar Horvat (matura 1893.) – hrvatski pravnik i pravaški političar[4]
- Ignjat Brlić (matura 1852.) – hrvatski političar i odvjetnik[4]
- Dragutin Hrvoj (matura 1894.) – hrvatski pravaški političar i saborski zastupnik[4]
- Franjo Kufrin (matura 1886.) – hrvatski pravaški političar i saborski zastupnik[4]
- Zvonimir Vukelić (matura 1895.) – hrvatski književnik, novinar, kazališni kritičar i humorist[4]
- Josip Šilović (matura 1879.) – hrvatski pedagog, sveučilišni profesor, ban Savske banovine i senator[4]
- Vuk Kiš (matura 1889.) – hrvatski odvjetnik, pravaški političar i saborski zastupnik[4]
- Ivan Andres (matura 1901.) – hrvatski odvjetnik i političar[4]
- Josip Beruta (matura 1853.) – hrvatski političar[4]
- Živko Bertić (matura 1895.) – hrvatski književnik, esejist, političar i odvjetnik[4]
- Stjepan Pavunić (matura 1896.) – hrvatski svećenik, kulturni djelatnik i političar[4]
- Nikola Batušić (matura 1956.) – hrvatski akademik i teatrolog[4]
- Stjepan Pomper (matura 1883.) – hrvatski pravaški političar i saborski zastupnik[4]
- Ivan Lorković (matura 1894.) – hrvatski političar[4]
- Ivan Bartolović (matura 1839.) – hrvatski financijski stručnjak[4]
- Toma Gajdek (matura 1826.) – hrvatski pjesnik i mecena[4]
- Radoslav Katičić (matura 1949.) – hrvatski jezikoslovac, kroatist, slavist, indolog, član HAZU[4]
- Damir Boras (matura 1970.) – hrvatski znanstvenik, informatolog i rektor Sveučilišta u Zagrebu[4]
- Eduard Suhin (matura 1841.) – hrvatski kanonik[4]
- Mislav Ježić (matura 1970.) – hrvatski indolog, filolog, filozof, član HAZU[4]
- Zvonimir Junković (matura 1948.) – hrvatski jezikoslovac[4]
- Zdenko Škreb (matura 1922.) – hrvatski književni teoretičar i povjesničar[4]
- Matija Ivšić (matura 1914.) – hrvatski svećenik, skladatelj i orguljaš[4]
- Vjekoslav Homotarić (matura 1876.) – hrvatski političar[4]
- Hinko Würth (matura 1900.) – hrvatski nogometaš, prvi nogometni sudac i prvi predsjednik Jugoslavenskog nogometnog saveza
- Šimun Balenović (matura 1855.) – hrvatski publicist[4]
- Lovro Ratković (matura 1937.) – hrvatski stolnotenisač[4]

## Poznati profesori
- Maksimilijan Vrhovac (1776. – 1787.) – zagrebački biskup[6]
- Matija Petar Katančić (1789. – 1795.) – hrvatski književnik i latinist[6]
- Tomaš Mikloušić (1796. – 1805.) – hrvatski pisac, dramatik, prevoditelj i prosvjetitelj[6]
- Šimun Čučić (1808. – 1828.) – hrvatski filozof[6]
- Vjekoslav Babukić (1846. – 1875.) – hrvatski jezikoslovac i preporoditelj[6]
- Josip Torbar (1850. – 1853.) – hrvatski prirodoslovac, pedagog i političar[6]
- Matija Mesić (1850. – 1854.) – hrvatski povjesničar, prvi rektor modernoga zagrebačkoga Sveučilišta[6]
- Vatroslav Jagić (1861. – 1870.) – hrvatski svjetski poznati slavist, jezikoslovac[6]
- Antun Mažuranić (1834. – 1848., 1850. – 1863.) – hrvatski jezikoslovac, gramatičar i leksikograf[6]
- Mirko Divković (1865., 1868. – 1895., 1895. – 1908.(I.)) – hrvatski filolog, leksikograf, autor opsežnoga Hrvatsko-latinskoga rječnika za škole i ravnatelj Prve klasične gimnazije[6]
- Josip Štadler (1869. – 1870.) – hrvatski teolog i filozof, vrhbosanski nadbiskup[6]
- Antun Radić (1895. – 1897.(I.), 1917. – 1918.(II.)) – hrvatski političar, književnik i etnolog[6]
- Franjo Marković (1870. – 1874.) – hrvatski filozof i književnik[6]
- Tadija Smičiklas (1873. – 1881.) – hrvatski povjesničar, član JAZU[6]
- Vjekoslav Klaić (1874. – 1879., 1882. – 1893.) – hrvatski povjesničar, rektor zagrebačkoga Sveučilišta[6]
- Hugo Badalić (1875. – 1879., 1894., 1895. – 1900.) – hrvatski književnik i ravnatelj Druge klasične gimnazije[6]
- Franjo Devidé (1877. – 1884., 1886. – 1896., 1904.(I.)) – hrvatski fizičar, matematičar i pedagog[6][7]
- David Starčević (1865. – 1869.) – hrvatski političar[6]
- Đuro Arnold (1879. – 1889.) – hrvatski filozof, pedagog i pjesnik[6]
- August Musić (1879. – 1893.) – hrvatski klasični filolog (grecist) i jezikoslovac vukovac, prevoditelj Herodotove Povijesti[6][8]
- Andrija Mohorovičić (1880.) – hrvatski geofizičar, istaknut i kao meteorolog i seizmolog, član JAZU[6]
- Antun Bauer (1884. – 1887.) – hrvatski filozofski i teološki pisac, zagrebački nadbiskup[6]
- Ivan Broz (1884. – 1893.) – hrvatski jezikoslovac i književni povjesničar[6]
- Adolfo Veber Tkalčević (1850. – 1868.) – hrvatski filolog, književnik, književni kritičar, putopisac i ravnatelj Klasične gimnazije[6]
- Josip Pasarić (1883. – 1892., 1907. – 1922. (I.)) – hrvatski planinar, novinar i književnik i ravnatelj Prve klasične gimnazije[6]
- Pero Budmani (1884. – 1895., 1895. – 1907. (I.)) – hrvatski jezikoslovac i leksikograf[6]
- Milan Ogrizović (1900. – 1906. (II.)) – hrvatski književnik i političar[6]
- Koloman Rac (1886. – 1887., 1892. – 1895., 1915.(I.), 1921. – 1925.(II.)) – hrvatski klasični filolog, prevoditelj i ravnatelj Druge klasične gimnazije[6]
- Vladoje Dukat (1883. – 1884., 1908. – 1919. (I.)) – hrvatski književni povjesničar, filolog, anglist i ravnatelj Prve klasične gimnazije[6]
- Julije Adamović (1887. – 1894.(I.), 1907. – 1915.(II.)) – hrvatski jezikoslovac, leksikograf i pedagog[6][9]
- Milan Šenoa (1892. – 1910(I.)) – hrvatski geograf, književnik i putopisac[6]
- Franjo Bučar (1895. – 1909. (I.), 1915. – 1921. (II.)) – hrvatski književnik, književni povjesničar i sportski djelatnik[6]
- Mirko Ožegović (1827. – 1829.) – hrvatski preporoditelj, političar, senjsko-modruški biskup i ravnatelj Klasične gimnazije[6]
- Stjepan Musulin (1908. – 1910. (I.), 1922. – 1940. (I.)) – hrvatski jezikoslovac, komparativni slavist, filolog, prevoditelj i ravnatelj Prve klasične gimnazije[6]
- Stjepan Senc (1892. – 1900.(I.), 1900. – 1901.(II.), 1901. – 1905.(I.)) – hrvatski klasični filolog i prevoditelj, pisac Grčko-hrvatskoga rječnika[6][10]
- Stjepan Bosanac (1893. – 1908.(I.)) – hrvatski pedagog i filolog[6][11]
- Matija Smodek (1838. – 1850.) – hrvatski pravnik i knjižničar JAZU[6]
- Mile Magdić (1924. – 1931. (I.)) – hrvatski povjesničar[6]
- Stanko Hondl (1895.(I.), 1908. – 1912.(II.)) – hrvatski fizičar[6]
- Albert Bazala (1899. – 1907.(I.)) – hrvatski filozof[6]
- Ferdo Šišić (1902. – 1906.(I.)) – hrvatski povjesničar[6]
- Ivan Ranđeo (1939. – 1944. (I.)) – hrvatski povjesničar, numizmatičar, kulturni djelatnik i ravnatelj Prve klasične gimnazije[6]
- Fran Kurelac (1867.) – hrvatski književnik i filolog[6]
- Janko Jurković (1853. – 1862.) – hrvatski književnik i novinar[6]
- Stjepan Srkulj (1903. – 1905.(II.), 1916. – 1918.(II.)) – hrvatski povjesničar i političar, pisac udžbenika i atlasa iz povijesti[6]
- Stjepan Ivšić (1904. – 1915.(I.)) – hrvatski jezikoslovac, slavist[6]
- Nikola Majnarić (1908.(II.), 1909. – 1918. (I.), 1919. – 1922.(II.)) – hrvatski klasični filolog, grecist[6]
- Gjuro Szabo (1907. – 1910.(I.), 1912. – 1920.(I.)) – hrvatski konzervator, muzeolog i povjesničar[6]
- Milan Stahuljak (1914. – 1918. (I.), 1918. – 1932. (II.) – hrvatski skladatelj i dirigent[6]
- Tomislav Maretić (1877. – 1879.) – hrvatski jezikoslovac i leksikograf[6]
- Milivoj Šrepel (1884. – 1887.) – hrvatski klasični filolog, književni kritičar i prevoditelj[6]
- Antun Heinz (1883. – 1884.) – hrvatski botaničar[6]
- Ljubomir Maraković (1919. – 1945.(I.)) – hrvatski književni i kazališni kritičar i povjesničar, katolički aktivist[6]
- Gavro Schwarz (1901. – 1903. (I.), 1914. – 1921. (II.), 1931. (I.)) – hrvatski rabin i povjesničar židovske zajednice u Hrvatskoj[6]
- Antun Barac (1924. – 1928.(I.)) – hrvatski književni povjesničar i kritičar[6]
- Zdenko Škreb (1931. – 1934.(II.)) – hrvatski književni teoretičar i povjesničar[6][12]
- Vaso Bogdanov (1930. – 1941. (II.)) – hrvatski povjesničar i prevoditelj[6]
- Armin Šrabec (1867. – 1874.) – hrvatski klasični filolog, violončelist i skladatelj[6]
- Cvjetko Rubetić (1903. – 1904. (I.)) – hrvatski teološki i povijesni pisac[6]
- Ivo Frol (1940. – 1941. (I.)) – hrvatski književnik, političar i književni kritičar[6]
- Božidar Širola (1913. (II.)) – hrvatski skladatelj, glazbeni pisac i muzikolog[6]
- Zlatko Šulentić (1932.(II.)) – hrvatski slikar[6]
- Zvonimir Zmajlović (1932. – 1935.(II.), 1938. – 1948.(II.), 1948. – 1957.)[6]
- Pavao Pauš (1933. – 1935.(I.), 1936. – 1948.(II.)) – pisac Latinske gramatike[6]
- Dionizije Sabadoš (1933. – 1935.(II.), 1945. – 1948.(I.), 1948. – 1957.) – ravnatelj Klasične gimnazije[6]
- Slavko Ježić (1935. – 1937.(I.), 1941. – 1942.(II.)) – romanist, slavist, pisac prve cjelovite povijesti hrvatske književnosti[6]
- Antun Dabinović (1932. – 1936. (I.), 1937. – 1938. (II.)) – hrvatski pravni povjesničar[6]
- Ivo Bojanovski (1942. (I.)) – hrvatski arheolog i konzervator[6]
- Veljko Gortan (1935. – 1943.(I.)) – hrvatski filolog i akademik[6]
- Tvrtko Čubelić (1947. – 1948.(I.)) – hrvatski povjesničar književnosti i folklorist[6]
- Boris Kalin (1956. – 1973.) – hrvatski filozof[6]

## Vanjske poveznice
- Službena web-stranica
- Profil, Facebook